# Футболка
Футбо́лка — предмет нательной одежды для обоих полов, обычно не имеющий пуговиц, воротника и карманов, с короткими рукавами, закрывающий туловище, часть рук и верх бёдер, надевающийся через голову. Является одним из самых массово используемых видов одежды.
Футболки делятся на два типа в зависимости от того, к какой категории белья они относятся — нижние (надеваются под другую одежду в качестве нательного слоя) и верхние (могут выставляться напоказ, то есть не покрываться никакой одеждой). Первые также называются нижними сорочками, они могут надеваться под рубашку (верхнюю сорочку), либо под плечевую одежду (свитера, джемперы, пуловеры, толстовки, кофты). От них произошли современные верхние футболки, носящиеся непокрытыми другой одеждой, либо в сочетании с чем-то. На таких футболках могут размещаться надписи, узоры, изображения.

## История
Футболка — предмет гардероба, который изначально относился к нательному белью и носился под рубашкой. Этот же предмет одежды называется нижняя сорочка или фуфайка и продолжает производиться в настоящее время. Часто для бельевых изделий используется немного ребристая ткань и треугольный вырез воротника, чтобы бельё не было видно при расстёгивании верхних 1 или 2 пуговиц на рубашке. Ткань в данном случае либо хлопковая, либо с 5 % эластана. Нижние сорочки XIX века и начала XX века, как правило, имели 2-3 пуговицы у ворота. Это обосновывалось тем, что ткани были не эластичны и застёжка помогала их не растягивать.
Своё английское название («t-shirt», то есть т-образная рубашка) футболка приобрела во время Первой мировой войны, когда использовалась в качестве нательного белья западных армий. Она могла иметь короткий либо длинный рукав, предназначенные для тёплой и холодной погоды соответственно. Традиционное русскоязычное название звучало как нижняя сорочка, которое позже было вытеснено словом футболка, так как подобная сорочка стала элементом футбольной униформы (с одним отличием — сорочка футболиста в то время была с воротничком и не являлась нижним бельем).
Во время Второй мировой войны футболка использовалась в западных армиях, опять же как нательное бельё. Появиться в ней на городской публике всё ещё было равносильно разгуливанию без одежды. Слом стереотипа произошёл в 1951 году, с выходом на экраны именитой кинодрамы «Трамвай „Желание“», где главный герой в исполнении Марлона Брандо появляется в белой футболке практически в каждом кадре. Однако, в пятидесятые носка неприкрытой футболки напоказ была бунтарским и не массовым шагом.
В 1960-е гг. появились верхние футболки с принтами, их носили хиппи, неформальная молодёжь, поклонники музыкальных групп.
В советском фильме 1968 года «Бриллиантовая рука» контрабандист, которого сыграл Андрей Миронов в эпизоде на море с подзорной трубой одет в красную футболку, герой Папанова на автомойке одет в белую футболку, хотя большую часть фильма герои одеты в рубашки и пиджаки.
В 1980-х гг. ходить в одной футболке уже стало нормальным явлением.

## Материал
Для изготовления футболок применяются различные виды лёгкого трикотажного полотна (чисто хлопковое, смешанное хлопковые (с эластаном, полиэстером), вискоза, вискоза с эластаном, чистый полиэстер). Плотность тканей колеблется в пределах от 130 до 260 г/м². Футболки шьются из всех видов легких трикотажных полотен: кулирная гладь, интерлок, пике.

## Технологии пошива
В технологии пошива футболок основную роль играет умение работать с трикотажным полотном: правильно выкраивать изделия (продольно), втачивать рукава, следя за отсутствием складок на пройме, использовать нитки, позволяющие изделию тянуться.
Для пошива футболок, как и для толстовок, используются 3 типа швейных машин: оверлок (для стачивания плечевых и боковых швов), плоскошовная машина (для обработки подгибов и горловины) и одноигольная машина (при мелкой обработке горловины).

## Способы нанесения изображений
Наиболее распространенным способом нанесения дизайнов на футболки является шелкография различными типами красок (водные и пластизолевые с различными эффектами). Не менее популярной остается машинная вышивка (вискозными или полиэстровыми нитками), а также аппликация различных тканевых элементов. Для печати изображений на футболки из полиэстера идеально подходит сублимация. Помимо вышеперечисленных технологий есть ещё и термопечать, которая подходит для нанесения надписей и небольших одноцветных дизайнов малыми тиражами.
Для получения готовых изделий с различными логотипами и дизайнами в промышленности используются следующие виды нанесения:
- По хлопчатобумажным и синтетическим тканям:
  - Шелкография;
  - Вышивка и аппликация;
  - Термопечать.
  - Прямая печать (текстильный принтер)
- По синтетическим тканям светлого цвета:
  - Сублимационная печать.

Каждый из вышеперечисленных методов печати имеет как свои плюсы, так и минусы. Выбор конкретного способа печати определяется следующими факторами:
- количеством изделий в тираже;
- количеством цветов в принте;
- требованием к качеству печати;
- срочностью изготовления.

## Классификация
- По длине рукава:
  - без рукавов;
  - с коротким рукавом;
  - с длинным рукавом;
  - с рукавом реглан.
- По вырезу горловины:
  - круглый вырез;
  - V-образный вырез.

## Футболки в маркетинге
Из-за своей распространённости футболки часто используются для маркетинговых целей. Они хорошо подходят для печати на них изображений, в частности, логотипов компаний, слоганов.